# Pata Brava
Pata Brava es una localidad caboverdiana del municipio de Santa Catarina.

## Geografía
La localidad está situada en la isla de Santiago.

## Organización territorial
La localidad abarca los lugares y barrios de:
- Bica
- Chão de Nono
- Cutelo da Veiga
- Gelado Cabral
- Lém Rodrigues
- Pata Brava
- Pinho Doce
- Rabo de Horta